# La regina del Celebrità
La regina del Celebrità è una canzone degli 883, quarto e ultimo singolo estratto dall'album Grazie mille del 1999. Con questa canzone gli 883 hanno partecipato al Festivalbar 2000. La canzone è stata inserita nella compilation Hit Mania Dance Estate 2000 ed è contenuta in Mille grazie, TuttoMax, Max Live 2008 e Le canzoni alla radio.

## Descrizione
Il testo e l'ambientazione del video fanno chiaro riferimento alla discoteca Celebrità (prima denominata Ombelico e attualmente chiusa) di Pavia, città natale di Max Pezzali, che era solito frequentare tale locale durante la sua giovinezza.

## Video musicale
Il video a cartoni animati anime è stato realizzato da Stranemani, casa di produzione toscana, già realizzatori del video precedente degli 883 Nient'altro che noi. Un Pezzali adolescente, in compagnia di suoi due amici, entra di nascosto in una discoteca per adulti chiamata Celebrità. Una volta all'ingresso, osservano un'allettante ragazza protetta da alcune guardie entrare dentro: il trio, scioccato dalla sua bellezza, decide di entrare di nascosto per riuscire a rincontrare la ragazza. Girando per la pista da ballo, la ritrovano a ballare su un cubo: il trio tifa per la ragazza e questo attira l'attenzione di una guardia, che sembra sul punto di prenderli per buttarli fuori in quanto minorenni.
Nel frattempo, un ragazzo più grande si fa aiutare dai suoi amici a salire sul cubo per raggiungere la ragazza. La guardia, venendo avvertita tramite il walkie-talkie su iniziativa di Pezzali, dopo aver lasciato perdere quest'ultimo, interviene prendendo il ragazzo salito sul cubo per buttarlo fuori insieme ai suoi amici, che cercano di ragionare, e nel mentre Pezzali osserva ammirato la ragazza mentre balla. Viene mostrato, poco dopo, un Pezzali adulto (in live action) cantare davanti ad un concerto: in prima fila compare la ragazza della discoteca, che, in compagnia del marito (il ragazzo salito sul cubo) e del figlio, ascolta commossa la canzone di Pezzali dedicata a lei (avente il titolo della canzone a cui il video è dedicato, La regina del Celebrità). Pezzali porge la mano, invitando la ragazza a salire sul palco: la ragazza accetta con gioia, salendo sul palco e iniziando a ballare.
Per il video è stata utilizzata la versione remixata dagli Eiffel 65, probabilmente perché più adatta a mantenere l'atmosfera da discoteca (dove il video è ambientato).

## Tracce
1. La regina del Celebrità (Eiffel 65 Extended Remix)
2. La regina del Celebrità (Eiffel 65 Remix)
3. Viaggio al centro del mondo (Eiffel 65 Extended Remix)
4. La regina del Celebrità (Eiffel 65 Radio Edit)

## Formazione
- Max Pezzali - voce
- Marco Guarnerio - chitarra
- Fabrizio Frigeni - chitarra
- Matteo Salvadori - chitarra
- Daniele Moretto - tromba
- Eugenio Mori - batteria
- Alberto Tafuri - tastiera
- Michele Monestiroli - sassofono

## Remake
- Il 21 febbraio 2016, il gruppo musicale Il Pagante ha pubblicato un remake di questo pezzo: La shampista.